# Ред Уингс Еърлайнс
„Ред Уингс Еърлайнс“ (международно име: Red Wings Airlines; на руски: АО «Ред Вингс») е руска авиокомпания.

## История
„Ред Уингс Еърлайнс“ е основана през 1999 г. под името ВАРЗ-400. Две години по-късно си променя името на „Авиалинии 400“. През 2007 г. получава сегашното си име. До 2013 г. авиокомпанията е собственост на „Национальная резервная корпорация“ – холдинг, обединяващ активите на руския бизнесмен Александър Лебедев. Авиокомпанията има пряка връзка с вече несъществуващата германска авиокомпания „Блу Уингс“, 48% от чиито акции също са собственост на НРК.